# Черський
Че́рський — українське і польське прізвище. Жіноча форма — Черська.

## Відомі носії
- Черський Василь — командир 3-ї Бережанської та Гірської бригад УГА.
- Ян Черський (1845—1892, низовина річки Колима) — польський геолог, палеонтолог і географ, дослідник Сибіру, учасник повстання Кастуся Калиновського.
- Конрад II Черський‎ (бл. 1250 — 1294) — князь Мазовецький і плоцький у 1264—1275 роках, черський в 1264—1294 роках.